# 山本賢寿
山本 賢寿（やまもと けんじゅ、1981年4月8日 - ）は、神奈川県横須賀市出身の元プロ野球選手（投手）、野球指導者、政治家。

## 来歴
横須賀市立工業高等学校で3年生の時にエースとして夏の神奈川県大会に登板。4回戦で敗退し甲子園出場はできなかった。
翌年に帝京大学へ進学し、首都大学リーグで1年生から開幕戦に登板するなどエースとして活躍。2002年の秋季リーグ（3年時）で2部降格となったが、翌年の春季リーグで8勝1敗と好投し、優勝決定戦、入れ替え戦を合わせ13試合で11勝挙げ1部復帰の立役者となる。1部リーグで通算40試合登板、12勝18敗。
大学2年時に全日本代表でのプロ野球キャンプ派遣で読売ジャイアンツへ派遣されている。
3年時には後にプロ入りすることになる東海大の大松尚逸、小林正人、城西大の渡辺直人らとオランダへのハーレム国際大会出場。初戦のキューバ戦に先発し5回1失点と好投も、後続が打たれ敗戦。
2003年のドラフト会議で読売ジャイアンツから6順目で指名され入団。最速151km/hのストレートとスライダー、チェンジアップなどが武器で連投も効くという事で、右のリリーフが不調で苦しんでいたジャイアンツから即戦力として期待された。
しかし、1年目夏に右肩を故障する。1軍にはなかなか上がれず2軍での登板が続いた。
2年目の2005年に戦力外通告を受ける。その後オーストラリアへと野球コーチングを学ぶため、渡豪する。1年で帰国し専門学校生（整体関連）や会社員勤めなどを経て、地元横須賀で野球スクールを立ち上げた。
2015年4月26日、横須賀市議会議員に当選した。2019年4月21日、再選された。

## 人物
- 元モーニング娘。の石川梨華とは遠い親戚にあたる。
- 実家は神奈川県横須賀市の老舗うなぎ屋「うな萩」[2]で、地下には温泉もある。

## 詳細情報

### 年度別投手成績
- 一軍公式戦出場なし

### 背番号
- 65 （2004年 - 2005年）